# Live at the O2 London, England
Live at the O2 London, England é um DVD da banda norte-americana de rock Kings of Leon, lançado em 10 de novembro de 2009. O show show foi gravado em 30 de junho de 2009 na Arena O2 em Londres, Inglaterra.

## Faixas
1. "Notion"
2. "Be Somebody"
3. "Taper Jean Girl"
4. "My Party"
5. "Molly's Chambers"
6. "Red Morning Light"
7. "Fans"
8. "California Waiting"
9. "Milk"
10. "Closer"
11. "Crawl"
12. "Four Kicks"
13. "Charmer"
14. "Sex on Fire"
15. "The Bucket"
16. "On Call"
17. "Cold Desert"
18. "Use Somebody"
19. "Slow Night, So Long"
20. "Knocked Up"
21. "Manhattan"
22. "Black Thumbnail"